# تیبیلاآنی
تیبیلاآنی (به لاتین: Tibilaani) یک منطقهٔ مسکونی در گرجستان است.